# Никошновка
 Никошновка — деревня в Тукаевском районе Татарстана. Входит в состав Биклянского сельского поселения.

## География
Находится в северо-восточной части Татарстана на расстоянии приблизительно 15 км на юго-запад от юго-западной границы районного центра города Набережные Челны.

## История
Основана не позднее 1896 года (обозначена на карте Мензелинского уезда Уфимской губернии). Жители занимались красильной промышленностью. В 1948 году образован колхоз "Молотов". Затем деревня была переведена в статус дачного посёлка, постоянное население в ней отсутствовало. Вновь образована в 2009 году. На 2009 год в ней насчитывалось 15 домов. Население на 2009 год - 77 человек (15 детей школьного возраста и 16 дошкольного). По неподтверждённым данным национальный состав деревни - греки, по другим данным кряшены. 
На 2019 год постоянное население отсутствует. 